# Djuhastra, Krîjopil
Djuhastra (în ucraineană Джугастра) este localitatea de reședință a comunei Djuhastra din raionul Krîjopil, regiunea Vinnița, Ucraina.

## Demografie
Componența lingvistică a localității Djuhastra
     Ucraineană (98,2%)
     Rusă (1,24%)
     Alte limbi (0,55%)
Conform recensământului din 2001, majoritatea populației localității Djuhastra era vorbitoare de ucraineană (98,2%), existând în minoritate și vorbitori de rusă (1,24%).